# Itaporanga (ort i Brasilien, São Paulo, Itaporanga, lat -23,71, long -49,49)
Itaporanga är en ort i Brasilien.   Den ligger i kommunen Itaporanga och delstaten São Paulo, i den södra delen av landet, 900 km söder om huvudstaden Brasília. Itaporanga ligger 580 meter över havet och antalet invånare är 10 202.
Terrängen runt Itaporanga är huvudsakligen platt. Itaporanga ligger uppe på en höjd. Itaporanga är det största samhället i trakten.
Trakten runt Itaporanga består i huvudsak av gräsmarker. Runt Itaporanga är det ganska glesbefolkat, med 25 invånare per kvadratkilometer.